# What the Hell Just Happened?
What the Hell Just Happened? – singel brytyjskiego zespołu muzycznego Remember Monday wydany 7 marca 2025. Kompozycja będzie reprezentować Wielką Brytanię w 69. Konkursie Piosenki Eurowizji (2025).

## Tło i kompozycja
Utwór został napisany przez sam zespół we współpracy z Julie Aagaard, Kesą Kamarą, Thomasem Stengaardem, Lauren Byrne oraz Tomem Hollingsem. Utwór wyprodukował brytyjski producent Billen Ted. Po premierze utworu zespół opisał go jako „autobiograficzny”, który opowiada o przyjaźni i odzwierciedla ich wspólne doświadczenia związane z wzajemnym wsparciem emocjonalnym.

## Konkurs Piosenki Eurowizji
16 października 2024 brytyjski nadawca BBC potwierdził swój udział w konkursie oraz ogłosił, że dokona wewnętrznego wyboru reprezentanta. 7 marca 2025 ujawniono, że wybrano zespół Remember Monday z utworem „What the Hell Just Happened?”. Tego samego dnia opublikowano teledysk na kanale Eurovision Song Contest w serwisie YouTube. Klip został wyreżyserowany przez Ruperta Bryana.

### Odbiór
Neil McCormick pracujący dla dziennika The Telegraph oraz Roisin O'Connor z dziennika The Independent przyznali utworowi cztery na pięć gwiazdek. McCormick określił piosenkę jako „zawrotną pastisze z okresu świetności zespołu Queen z domieszką Eltona Johna śpiewającego muzykę country w stylu The Andrews Sisters”. Dodał również, że tekst utworu to „dowcipna relacja z poranka po szalonej nocy ukazana w komediowym chaosie”. O'Connor natomiast pochwalił produkcję utworu określając ją „pełną energii i finezji”. Eva Frantz, pracująca dla fińskiego nadawcy Yle przyznała utworowi ocenę 5/10 podkreślając zdolności wokalne zespołu, jednocześnie zauważając brak spójności kompozycyjnej singla, który według Frantz sprawia wrażenie jakby składał się z „fragmentów kilku innych utworów”.

## Notowania
| Kraj            | Lista (2025)           | Najwyższa pozycja |
| --------------- | ---------------------- | ----------------- |
| Wielka Brytania | UK Singles Chart (OCC) | 95                |
| Wielka Brytania | UK Indie (OCC)         | 38                |